# Eupithecia subfenestrata
Eupithecia subfenestrata är en fjärilsart som beskrevs av Otto Staudinger 1892. Eupithecia subfenestrata ingår i släktet Eupithecia och familjen mätare. Inga underarter finns listade i Catalogue of Life.